# Équipe de Suisse de football en 1969
Cet article présente les résultats de l'équipe de Suisse de football lors de l'année 1969.

## Bilan
|           | Nombre de matchs | Victoires | Défaites | Matchs nuls | Buts marqués | Buts encaissés |
| Domicile  | 2                | 0         | 1        | 1           | 1            | 2              |
| Extérieur | 4                | 1         | 3        | 0           | 3            | 8              |
| Neutre    | 0                | 0         | 0        | 0           | 0            | 0              |
| Total     | 6                | 1         | 4        | 1           | 4            | 10             |

## Matchs et résultats
| Match amical                             | Espagne      | 1 - 0   | Suisse | Mestalla, Valence                               |                                                 |
| 26 mars 1969 · Historique des rencontres | Bustillo 25e | (1 - 0) |        | Spectateurs : 10 000 Arbitrage : Robert Lacoste | Spectateurs : 10 000 Arbitrage : Robert Lacoste |
| 26 mars 1969 · Historique des rencontres | Rapport      |         |        | Spectateurs : 10 000 Arbitrage : Robert Lacoste | Spectateurs : 10 000 Arbitrage : Robert Lacoste |

| Éliminatoires CM 1970                     | Portugal | 0 - 2   | Suisse              | José Alvalade, Lisbonne                      |                                              |
| 16 avril 1969 · Historique des rencontres |          | (0 - 2) | 21e 36e Vuilleumier | Spectateurs : 15 000 Arbitrage : Jack Taylor | Spectateurs : 15 000 Arbitrage : Jack Taylor |
| 16 avril 1969 · Historique des rencontres | Rapport  |         |                     | Spectateurs : 15 000 Arbitrage : Jack Taylor | Spectateurs : 15 000 Arbitrage : Jack Taylor |

| Éliminatoires CM 1970                   | Suisse  | 0 - 1   | Roumanie          | Wankdorf, Berne                                 |                                                 |
| 14 mai 1969 · Historique des rencontres |         | (0 - 1) | 33e (csc) Michaud | Spectateurs : 35 000 Arbitrage : Thomas Wharton | Spectateurs : 35 000 Arbitrage : Thomas Wharton |
| 14 mai 1969 · Historique des rencontres | Rapport |         |                   | Spectateurs : 35 000 Arbitrage : Thomas Wharton | Spectateurs : 35 000 Arbitrage : Thomas Wharton |

| Match amical                                  | Turquie                          | 3 - 0   | Suisse | Mithatpaşa, Istanbul                                   |                                                        |
| 24 septembre 1969 · Historique des rencontres | Kurt 17e · Yayöz 37e · Bartu 48e | (2 - 0) |        | Spectateurs : 28 000 Arbitrage : Petar Hristov Nikolov | Spectateurs : 28 000 Arbitrage : Petar Hristov Nikolov |
| 24 septembre 1969 · Historique des rencontres | Rapport                          |         |        | Spectateurs : 28 000 Arbitrage : Petar Hristov Nikolov | Spectateurs : 28 000 Arbitrage : Petar Hristov Nikolov |

| Éliminatoires CM 1970                       | Grèce                                      | 4 - 1   | Suisse     | Stade Kaftanzoglio, Thessalonique              |                                                |
| 15 octobre 1969 · Historique des rencontres | Koudas 33e · Botinos 40e 49e · Sideris 43e | (3 - 0) | 77e Künzli | Spectateurs : 57 000 Arbitrage : Paul Schiller | Spectateurs : 57 000 Arbitrage : Paul Schiller |
| 15 octobre 1969 · Historique des rencontres | Rapport                                    |         |            | Spectateurs : 57 000 Arbitrage : Paul Schiller | Spectateurs : 57 000 Arbitrage : Paul Schiller |

| Éliminatoires CM 1970                       | Suisse     | 1 - 1   | Portugal    | Wankdorf, Berne                            |                                            |
| 2 novembre 1969 · Historique des rencontres | Künzli 88e | (0 - 1) | 40e Eusébio | Spectateurs : 3 000 Arbitrage : Bo Nilsson | Spectateurs : 3 000 Arbitrage : Bo Nilsson |
| 2 novembre 1969 · Historique des rencontres | Rapport    |         |             | Spectateurs : 3 000 Arbitrage : Bo Nilsson | Spectateurs : 3 000 Arbitrage : Bo Nilsson |